# Casey Mittelstadt
Casey Mittelstadt (Eden Prairie, Minnesota, 22 de noviembre de 1998) es un jugador profesional estadounidense de hockey sobre hielo que se desempeña en la posición de centro en Buffalo Sabres, equipo de la National Hockey League (NHL).

## Carrera
Fue seleccionado en la primera ronda en la NHL Entry Draft de 2017. Hizo su debut profesional con el equipo Buffalo Sabres, donde lleva jugando siete temporadas.